# Ron Pavitt
Ron Pavitt (eigentlich Ronald Cecil John Pavitt; * 15. September 1926 in Hammersmith; † 1. Februar 1988 in Watford) war ein  britischer Hochspringer.
Bei den Olympischen Spielen 1948 in London schied er bereits in der Qualifikation aus.
1950 wurde er für England startend bei den British Empire Games in Auckland Sechster und 1952 bei den Olympischen Spielen in Helsinki Fünfter.
1951 und 1952 wurde er Englischer Meister. Seine persönliche Bestleistung von 1,98 m stellte er am 6. August 1949 in London auf.